# جوليان بلاكمون
جوليان بلاكمون (من مواليد 24 أغسطس 1998) هو لاعب كرة قدم أمريكية محترف في مركز أمان فريق نيو أورلينز ساينتس في الدوري الوطني لكرة القدم الأمريكية (NFL). لعب كرة القدم الجامعية لفريق يوتا يوتس.

## بداياته
التحق بلاكمون بمدرسة لايتون الثانوية في لايتون، يوتا. لعب في مركزي الظهير والجناح في المدرسة الثانوية. بعد حصوله على تصنيف ثلاث نجوم، التزم بلاكمون بجامعة يوتا للعب كرة القدم الجامعية متغلبًا على عروض من أيداهو، وجنوب يوتا، وويبر ستيت. كما لعب بلاكمون كرة السلة في المدرسة الثانوية.

## المسيرة الجامعية
لعب بلاكمون في يوتا من عام 2016 إلى عام 2019. لعب أول ثلاث سنوات له كظهير قبل أن يتحول إلى الأمان لموسمه الأخير. كطالب في السنة الثانية في عام 2017، تم اختياره كأفضل لاعب في بطولة Heart of Dallas Bowl لعام 2017. كطالب في السنة الأخيرة في عام 2019، تم اختياره ضمن الفريق الأول All-American من قبل Sports Illustrated و The Athletic. أنهى مسيرته في البدء في 39 مباراة من أصل 48 مباراة، مسجلاً 158 تدخلًا وتسع اعتراضات و1.5 كيسًا وهبوطين.

## المسيرة المهنية
صنف المدير التنفيذي السابق لرابطة كرة القدم الأمريكية جيل براندت بلاكمون باعتباره أفضل لاعب أمان في المركز الحادي عشر في المسودة (المرتبة 143 بشكل عام). صنفه كيفن هانسون من مجلة سبورتس إليستريتد باعتباره أفضل لاعب أمان تاسع في مسودة اتحاد كرة القدم الأمريكية لعام 2020. توقع المحلل لانس زيرلين من NFL.com أن يتم اختيار بلاكمون في الجولة الرابعة أو الخامسة من مسودة اتحاد كرة القدم الأمريكية لعام 2020.

### إنديانابوليس كولتس

#### 2020
اختار فريق إنديانابوليس كولتس بلاكمون في الجولة الثالثة (المركز 85 إجمالاً) من مسودة اتحاد كرة القدم الأميركي لعام 2020. وكان بلاكمون ثامن لاعب أمان يتم اختياره.
في 16 يونيو 2020، وقع فريق إنديانابوليس كولتس مع بلاكمون عقدًا مدته أربع سنوات بقيمة 4.62 مليون دولار أمريكي يتضمن مكافأة توقيع أولية قدرها 926436 دولارًا أمريكيًا.
في 27 يوليو 2020، وضعه فريق إنديانابوليس كولتس على قائمة الإصابات النشطة/غير المتعلقة بكرة القدم لأنه كان لا يزال يتعافى من تمزق في الرباط الصليبي الأمامي. في 31 أغسطس 2020، أزاله فريق كولتس من قائمة النشطين/غير المشاركين وأضافه رسميًا إلى قائمتهم النشطة. أطلق عليه المدرب الرئيسي فرانك رايش لقب الأمان الحر الثالث في مخطط العمق لبدء الموسم، خلف البادئ مالك هوكر والاحتياطي الأساسي جورج أودوم. تم اختيار خاري ويليس كأمان قوي أساسي مع تافون ويلسون كبديل.
كان غير نشط خلال الخسارة 27-20 أمام جاكسونفيل جاغوارز في الأسبوع الأول بسبب إصابة في الركبة. في 20 سبتمبر 2020، ظهر بلاكمون لأول مرة في الموسم العادي وسجل اثنين من التدخلات المنفردة وانحرافين للتمرير خلال فوز 28-11 على مينيسوتا فايكنج. مزق مالك هوكر، لاعب الأمان الحر الأساسي، وتر أخيله أثناء المباراة وتم وضعه لاحقًا على قائمة المصابين. عين المدرب الرئيسي فرانك رايش بلاكمون كبديل له في الأمان الحر قبل الأسبوع الثالث. في الأسبوع الثالث، حصل على أول بداية في مسيرته، لكنه اقتصر على تدخل منفرد واحد حيث هزم فريق كولتس فريق نيويورك جيتس 36-7. في 4 أكتوبر 2020، أجرى بلاكمون تدخلًا منفردًا واحدًا، وهو أعلى رقم في الموسم بثلاثة انحرافات للتمرير، وقام بأول اعتراض في مسيرته على تمريرة ألقاها نيك فولز إلى مستقبل واسع أنتوني ميلر خلال فوز 19-11 على فريق شيكاغو بيرز. في الأسبوع السادس، قام بلاكمون بتدخلين منفردين، وقطع تمريرة، واعترض تمريرة ألقاها جو بورو إلى المستقبل الواسع تايلر بويد مع بقاء أقل من 48 ثانية في الربع الرابع لتأمين فوز كولتس 31-27 على سينسيناتي بنغالز. في 22 نوفمبر 2020، جمع بلاكمون أعلى مستوى له في الموسم بخمسة تدخلات منفردة وكان مسؤولاً عن إجبار المستقبل الواسع ماركيز فالديز-سكانتلينج على ارتكاب خطأ، والذي استعاده لاحقًا زميل كولتس دي فورست باكنر بسبب فقدان الكرة أثناء الوقت الإضافي وأدى في النهاية إلى هدف ميداني فائز بالمباراة من مسافة 39 ياردة بواسطة رودريجو بلانكنشيب حيث هزم كولتس فريق جرين باي باكرز 34-31. أنهى موسمه الأول بإجمالي 42 تدخلًا مشتركًا (35 منفردًا)، وستة انحرافات للتمريرات، واعتراض واحد في 15 مباراة و14 بداية.

#### 2021
دخل معسكر التدريب ليكون لاعب الأمان الحر الأساسي بعد رحيل مالك هوكر. اختار منسق الدفاع مات إيبرفلوس بلاكمون لبدء الموسم كلاعب أمان حر أساسي وقام بإقرانه مع لاعب الأمان القوي خاري ويليس.
في 26 سبتمبر 2021، حقق بلاكمون أعلى معدل تدخل فردي له هذا الموسم بـ 11 تدخلًا خلال خسارة 16-25 أمام تينيسي تيتانز. في 20 أكتوبر 2021، أعلن فريق كولتس أن بلاكمون أصيب بتمزق في وتر أخيل أثناء التدريب وسيضطر إلى الخضوع لعملية جراحية ويغيب عن بقية الموسم. في 23 أكتوبر 2021، وضعه فريق كولتس رسميًا على قائمة المصابين لبقية الموسم. أنهى الموسم بـ 34 تدخلًا مشتركًا (27 منفردًا) وانحراف تمريرة واحدة في ست مباريات وستة بدايات.

#### 2022
قبل منسق الدفاع السابق لفريق لاس فيغاس رايدرز، غاس برادلي، المنصب نفسه مع فريق كولتس بعد أن قبل مات إيبرفلوس منصب المدرب الرئيسي لفريق شيكاغو بيرز. خلال المعسكر التدريبي، تنافس بلاكمون على مركز لاعب الأمان الأساسي ضد رودني ماكليود، وأرماني واتس، واللاعب الصاعد نيك كروس. اختاره المدرب فرانك رايش لاعب الأمان الحر الأساسي، ووضعه مع لاعب الأمان القوي نيك كروس.
كان على الهامش لثلاث مباريات متتالية (الأسابيع 4-6) بعد إصابة في الكاحل. في 6 نوفمبر 2022، قام بأربعة تدخلات مشتركة (اثنان منفردان) وسجل أول كيس في مسيرته على ماك جونز حيث هُزم فريق كولتس 3-26 في نيو إنجلاند باتريوتس. في 7 نوفمبر 2022، أعلن فريق كولتس عن قراره بإقالة المدرب الرئيسي فرانك رايش بعد بداية مخيبة للآمال 3-5-1. تم تعيين لاعب الوسط السابق لفريق إنديانابوليس كولتس جيف ساترداي بشكل غير متوقع كمدرب رئيسي مؤقت. في 22 ديسمبر 2022، قام بلاكمون بأربعة تدخلات مشتركة (اثنان منفردان)، وانحراف تمريرة، وأعاد اعتراضًا ألقاه كيرك كوزينز إلى المتلقي الواسع جالين ريجور من أجل هبوط لمسافة 17 ياردة ليمثل أول هبوط في مسيرته خلال خسارة الوقت الإضافي 36-39 في مينيسوتا فايكنج. في الأسبوع التالي، جمع تسعة تدخلات مجتمعة (خمسة منفردة) وهي أعلى نسبة له هذا الموسم حيث هُزم فريق كولتس 3-20 على يد فريق لوس أنجلوس تشارجرز في الأسبوع 16. أنهى موسم 2022 في دوري كرة القدم الأمريكية بإجمالي 50 تدخلًا مجتمعًا (36 منفردًا)، وانحرافين للتمرير، واعتراض واحد، واستعادة واحدة للكرة المتعثرة، وكيس واحد، وهبوط في 14 مباراة و11 بداية.

#### 2023
في 14 فبراير 2023، أعلن فريق إنديانابوليس كولتس عن تعيين منسق الهجوم لفريق فيلادلفيا إيجلز، شين ستيتشن، مدربًا رئيسيًا للفريق. واحتفظ ستيتشن بجاس برادلي منسقًا دفاعيًا. انضم بلاكمون إلى معسكر التدريب كلاعب أمان حر أساسي بعد رحيل رودني ماكليود وأرماني واتس. اختاره المدرب شين ستيتشن كلاعب أمان حر أساسي في بداية الموسم، وضمه إلى رودني توماس الثاني، اللاعب القوي في مركز الأمان.
في 24 سبتمبر 2023، حقق بلاكمون أعلى معدل تصديات في مسيرته بواقع 12 تصديًا مشتركًا (ستة منفردة) خلال فوز فريقه على فريق بالتيمور رايفنز بنتيجة 22-19 في الوقت الإضافي. في الأسبوع الخامس، سجل خمسة تصديات مشتركة (أربعة منفردة)، وكسر تمريرة، وحسم المباراة باعتراض تمريرة من رايان تانهيل إلى المستقبل الواسع دي أندريه هوبكنز في الثواني الأخيرة من الربع الرابع من فوز فريقه على فريق تينيسي تيتانز بنتيجة 23-16. في 12 نوفمبر 2023، سجل بلاكمون أربعة تصديات فردية، وحرفي تمريرتين، وكان أول اعتراضين له في أواخر الربع الرابع، وزميله رودني توماس الثاني، ليضمن الفوز بنتيجة 10-6 على فريق نيو إنجلاند باتريوتس. في الأسبوع 1، قام بتدخلين منفردين، وحرف تمريرة، واستعاد الكرة المفقودة، واعترض محاولة تمريرة من ميتشل تروبيسكي إلى مستقبل واسع جورج بيكينز حيث هزم فريق كولتس فريق بيتسبرغ ستيلرز بنتيجة 13-30. في الأسبوع 16، قام بتدخل منفرد واحد قبل أن يخرج في الربع الثاني من خسارة 10-29 أمام فريق أتلانتا فالكونز بعد إصابته في كتفه. في 26 ديسمبر 2023، وضعه فريق كولتس رسميًا على قائمة المصابين بسبب إصابة في كتفه وظل غير نشط في آخر مباراتين (الأسبوعين 17-18) من الموسم. أنهى الموسم بأعلى مستوى في مسيرته بـ 88 تدخلًا مشتركًا (65 منفردًا)، وأعلى مستوى في الفريق بثماني تمريرات دفاعية، وأعلى مستوى في مسيرته بأربع اعتراضات، واستردادان للكرة المفقودة في 15 مباراة و15 بداية. حصل على درجة إجمالية قدرها 68.3 من Pro Football Focus في عام 2023، ليحتل المرتبة 38 بين 95 من لاعبي الأمان المؤهلين.

#### 2024
في 2 أبريل 2024، أعاد فريق إنديانابوليس كولتس التوقيع مع بلاكمون على تمديد عقد لمدة عام واحد بقيمة 3.70 مليون دولار، بما في ذلك 3.19 مليون دولار مضمونة ومكافأة توقيع أولية قدرها 1.86 مليون دولار. عاد بلاكمون كلاعب أمان حر أساسي وتم إقرانه مرة أخرى مع لاعب الأمان القوي الأساسي نيك كروس.
في 8 سبتمبر 2024، بدأ بلاكمون في المباراة الافتتاحية لفريق إنديانابوليس كولتس على أرضه ضد فريق هيوستن تكسانز وحصل على أعلى مستوى في مسيرته وهو 13 تدخلًا مشتركًا (عشرة منفردة) خلال خسارة 27-29. كان غير نشط خلال خسارة 10-16 أمام فريق جرين باي باكرز في الأسبوع الثاني بسبب إصابة في الكتف. في الأسبوع 6، قام بثلاث تدخلات منفردة، وحرف تمريرة، وكان لديه اعتراض رئيسي من تمريرة من ويل ليفيس إلى جهاز الاستقبال الواسع كالفن ريدلي مع بقاء أقل من خمس دقائق في الربع الرابع للمساعدة في تأمين فوز 20-17 على فريق تينيسي تيتانز. في 5 يناير 2025، سجل بلاكمون خمسة تدخلات منفردة، وحرف تمريرة، واعترض تمريرة ألقاها ماك جونز إلى جهاز الاستقبال الواسع براين توماس جونيور حيث هزم فريق كولتس فريق جاكسونفيل جاغوارز في الوقت الإضافي 26-23. أنهى الموسم بـ 86 تدخلًا مشتركًا (62 فرديًا)، وأربعة انحرافات للتمريرات، وثلاث اعتراضات، واستعادة الكرة المتعثرة، وحصل على نصف كيس في 16 مباراة و16 بداية. حصل على درجة إجمالية قدرها 69.3 من Pro Football Focus، والتي احتلت المرتبة 48 بين 170 من لاعبي الأمان المؤهلين.

### نيو أورليانز ساينتس
في 23 يوليو 2025، وقع بلاكمون عقدًا لمدة عام واحد بقيمة 5.5 مليون دولار مع فريق نيو أورلينز ساينتس.

## الحياة الشخصية
في فبراير 2024، أعلن بلاكمون خطوبته على صديقته تايرا جيلامور. وتزوجا في 12 يوليو 2024.

## روابط خارجية
- Julian Blackmon على موقع مرجع كرة القدم المحترفة.كوم (الإنجليزية)